# 0-2-0

«Колбрукдейл» Ричарда Тревитика, выпущенный в 1802 году — самый ранний известный паровоз

Схематичное изображение колёс паровоза типа 0-2-0

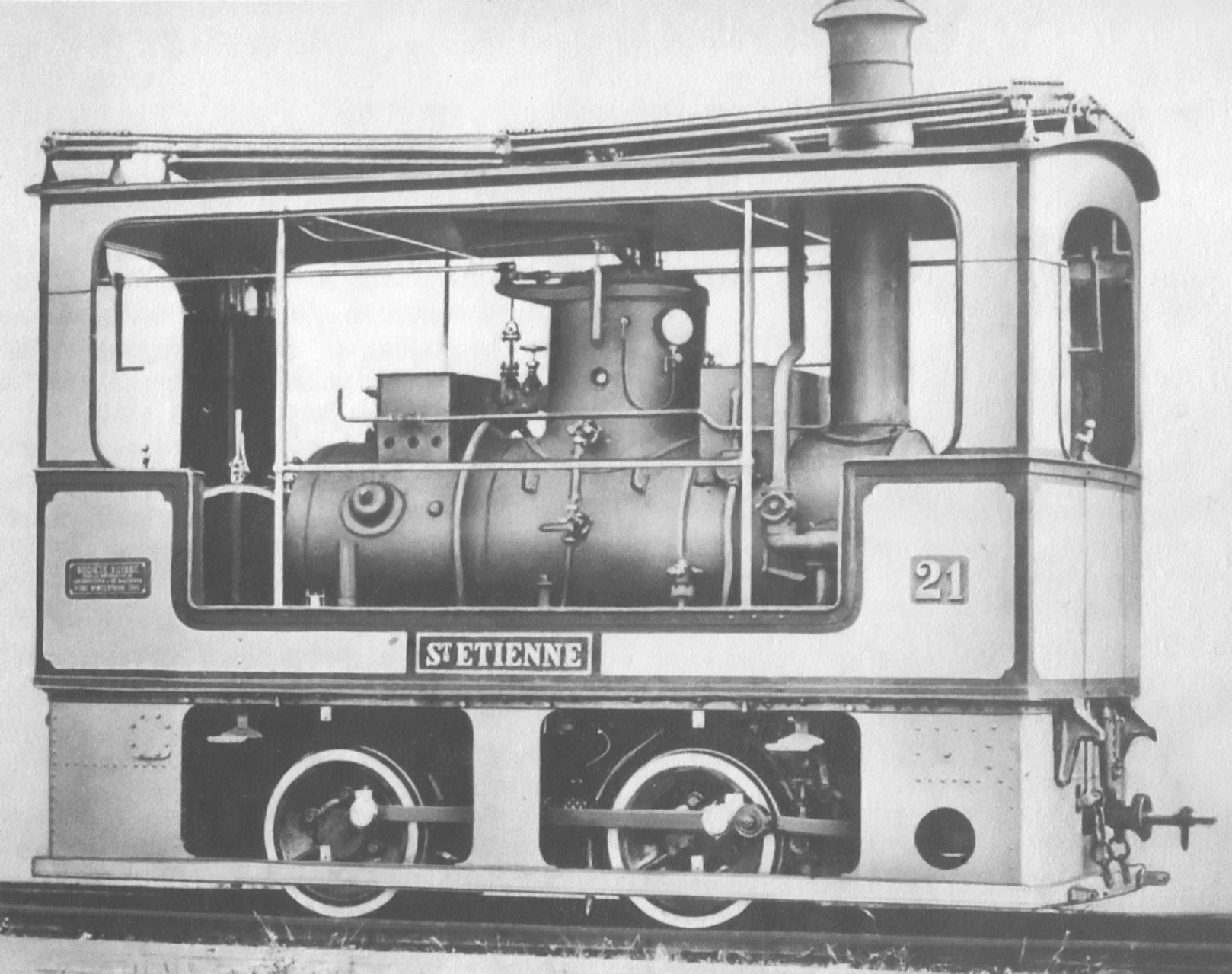
Паровоз «трамвайного» типа с осевой формулой 0-2-0

Тип 0-2-0 — паровоз с двумя движущими осями в одной жёсткой раме. Тип 0-2-0 был распространён в начале XIX века; впоследствии паровозы данного типа работали в основном на маневровой и вывозной работе.
Методы записи для разных классификаций:
- Международная (UIC): B
- Американская: 0-4-0
- Испанская и французская: 020
- Российская: 0-2-0
- Швейцарская: 2/2

## Описание
К данному типу относились самые первые паровозы конструктора Ричарда Тревитика: «Колбрукдэйл», «Пенидаррен» (паровоз на который был получен патент), при этом вращающий момент на движущие оси передавался с помощью зубчатой передачи. Аналогичной конструкции был и практически первый практичный паровоз — «Пыхтящий Билли» 1813 года постройки.
В 1825 году завод Стефенсона выпустил паровоз «Локомотив № 1», у которого движущие колёсные пары были связаны дышлами (сцепные дышла), а момент на них передавался уже напрямую от паровой машины. Этот паровоз открыл движение на первой общественной железной дороге — Стоктон — Дарлингтон, а его имя (Локомотив) стало нарицательным.
Уже к середине XIX века силы тяги двухосных паровозов оказалось недостаточно для вождения грузовых поездов, а малая длина не позволяла применять развитые паровые котлы. Однако у паровозов данного типа было одно существенное преимущество — малая жёсткая база, что позволяло проходить кривые участки пути с небольшими радиусами закругления (несколько десятков метров). Это оказалось ценным качеством для работы на промышленных путях и в маневровой работе, где часто приходится работать с отдельными вагонами, либо небольшими группами вагонов, для чего силы тяги двухосного локомотива было достаточно. А танк-паровозы типа 0-2-0 к тому же имели небольшую длину.

## Другие локомотивы
К типу 0-2-0 можно отнести и другие двухосные локомотивы, которые имеют групповой привод, то есть когда момент от одного двигателя передаётся сразу на обе оси. Примером могут служить мотовозы и тепловозы с механической и гидропередачей, как, например, ТГК2 и ТГМ20